# Șneer Kogan
Șneer Kogan sau Șneer Cogan (în rusă:Шнеер Герцевич Коганת n.30 martie 1875 – d. 2 martie 1940, Regatul României) a fost un pictor evreu basarabean. A fost întemeietorul Scolii de pictură din Chișinău, devenită ulterior Școala Superioară de Arte Frumoase, unde a predat ca profesor, și a fost unul dintre organizatorii  în 1917 - primul conducător al Societății Artiștilor Plastici din Basarabia (ulterior - denumită Uniunea Artiștilor Plastici din Moldova)   

## Biografie

### Copilărie și tinerețe
Cogan s-a născut in 1875 la Orhei în Gubernia Basarabia (astăzi capitală de raion în Republica Moldova), pe atunci în Imperiul Rus, în familia lui Herț Kogan, negustor evreu de cereale și vin. A învățat într-o școală tradițională evreiască (heder), apoi în 1881-1885 la o școală elementară din orășelul natal, după care, s-a mutat cu familia la Chișinău, unde a terminat gimnaziul. 
Apoi a plecat, împreună cu fratele său Moisei, la Odesa unde a urmat studii de inginerie. Intrând în contact cu mediul artistic odesit, Șneer a decis să-și dedice viața picturii și s-a înscris la Școala de arte plastice din oraș.
În 1897 tot împreună cu Moisei, care va deveni cunoscut ca sculptor și grafician, Cogan a plecat la München unde a intrat în contact cu numeroși artiști din emigratia rusă, între care exponenți ai expresionismului  precum Vasili Kandinski și Alexej von Jawlensky .  A studiat la Academia bavareză de arte frumoase, iar la sfârșitul primului deceniu din secolul al XX-lea a expus lucrări în diferite expoziții colective. La Academia de arte din München a fost în 1897-1898  student in clasa de desen a lui Johann Caspar Herterich, apoi în 1900-1901 în clasa de pictură a lui Ludwig von Herterich, în 1903 în clasa de compoziție a lui Alexander von Wagner. După terminarea studiilor acolo s-a stabilit pentru o vreme la Königsberg

### Anii in Palestina și intoarcerea în Basarabia
În 1910, când fratele său s-a stabilit la Paris, Șneer Cogan a plecat în Palestina, pe atunci sub stăpânire otomană,  locuind o perioadă la Tel Aviv, unde a creat mozaicuri  (câteva exemple din lucrările în mozaic ale lui Cogan s-au păstrat în oraș până în zilele noastre). După izbucnirea Primului Război Mondial, ca cetățean rus, a trebuit să părăsească Palestina, și s-a întors la părinții săi,la Chișinău.  Cogan, care se bucura, deja, de un anumit renume, a organizat acolo în 1916 o școală de pictură, care ulterior s-a unit în 1919 cu școala pictorului Alexandru Plămădeală (1888-1940), constituind Școala Superioară de Arte Frumoase.  Ea a fost condusă la început de Alexandru Plămădeală, al cărui nume o poartă și astăzi. Cogan a rămas profesor acolo până la sfârșitul vieții...

### Continuarea activității artistice și pedagogice
A predat intre altele, acvatintă, tehnici cu ace, linogravură, litografia.  Printre elevii săi s-au numărat pictori moldoveni de seamă, precum Moisei Gamburd (1903-1954) și soția sa, Eugenia Gamburd, (1913-1956), Mendel (Mikhail) Beirekhman (1908-2005), precum și Olga Olby (1900-1990) (născută Hrjanovskaia și căsătorită Beasley, apoi Dommartin), Iakov Averbuch, Elizaveta Ivanovskaya (Élisabeth Ivanovsky)(1910-2006) și alții. 
În timpul șederii sale la Chișinău, Cogan a expus aproape exclusiv în România. Până în 1940, Societatea de Arte Frumoase din Basarabia, la a cărei întemeiere a participat, a organizat 11 saloane de artă.
Cogan a organizat cea dintâi expoziție colectivă a pictorilor moldoveni  la Chișinău în martie 1918.
Creația sa grafică a fost influențată de impresionism, de Școala de la Barbizon și de arta din Belle Epoque, precum și de 
postimpresionism.
Lucrările sale se remarcă prin soluționări compozițional-artistice
distinctive ale subiectelor abordate, prin spații
grafice uniformizate, cu un diapazon tonal reținut (E. Musteață)
Șneer Cogan a murit la Chișinău în primăvara anului 1940, ca și confratele sau artistic Alexandru Plămadeală, în ajunul evenimentelor furtunoase, a ocupației sovietice, a dictaturii antonesciene, a războiului și a Holocaustului, care s-au abătut asupra locuitorilor Basarabiei în anii 1940-1944.

### Viața privată
Fratele sau Moisei (Moïse) Kogan a fost sculptor si grafician la Paris. 
Fiul lui Șneer Cogan, Anatoli Cogan (1927-2003), a fost scriitor de limba română din Republica Moldova.

## Premii și omagii
- 1925 - Ordinul Coroana Romaniei cu gradul cavaler [3]

## Selecție de picturi și desene
- Piața Alexandru cel Bun -achiziționată în 1922 de Muzeul de artă din București [3]
- Casă în Chișinăul Vechi (1932),
- Vilă în apropierea Chișinăului (1916),
- Colina Inzov (1918),
- Balcic. Moschee (anii 1930),
- Constantinopol.Curtea Moscheii (1934),

a. gravuri pe metal - în acvaforte, acvatintă:
- Căsuțe moldovenești
- Casă moldovenească
- Interior
- Biserica Mazarachi (1935-1936)
- Bătrână (1935-1936)

b. în ulei
- Fiul meu
- Hamal din Constantinopol
- Femeie bătrână
- Un moșneag
- Portretul unei țigance

- Stampe